# Олександрова Ніна Олександрівна
Олександрова Ніна Олександрівна  (19 листопада 1916 - 18 травня 1972)  - радянський журналіст, співробітник газети «Ізвестія».

## Біографія
З 1931 р працювала в московській  Робітничій газеті. Одночасно навчалася в вечірньому газетному технікумі.
Після цього працювала в журналі «Піонер», поєднуючи роботу і навчання, тепер уже на вечірньому відділенні Літературного інституту ім. А. М. Горького (1941 р).
У Велику Вітчизняну війну пішла добровольцем. Була кореспондентом дивізійних і армійських газет на Волховському і 1-му Білоруському фронтах.
Була важко поранена. Дійшла до Берліна. Нагороджена двома орденами Червоної Зірки, орденом Вітчизняної війни, дев'ятьма медалями, в тому числі «За відвагу».
Згодом - роз'їзний кореспондент «Комсомольської правди», з 1962 року - спецкор газети «Ізвестія».
За відправну точку газетних нарисів Ніни Олександрової найчастіше виявлялися листи читачів про гострі життєві конфлікти на грунті несправедливості, бюрократизму, байдужості влади і людей.
За мотивами нарису Александрової - Чужі діти в 1958 році був знятий фільм .
Проживала за адресою: Карманіцький провулок, 2, корпус 5 та на Шереметьєвській вул., 71, корп.17.

### Загибель
У 1972 Ніною Александрової був написаний (і вже був прийнятий редакцією, набраний, його хотіли друкувати) нарис «Крапля крові і пуд солі» розповідає про самозванця, приписавши собі подвиг однофамільця, героя повстання в'язнів гітлерівського табору Собібор. Всі докази його провини були у Ніни в руках: і записи розповідей інших учасників події, і свідоцтво ватажка повстання, і покаянного листа авантюриста. Утримувало одне: «Хочу подивитися в очі негідникові!».
Літак Ан-10, на якому летіла журналістка, розбився 18 травня 1972 року.
Прах похований на Введенському кладовищі (19 уч. ).

## Деякі роботи
- Чужі діти (1954)
- Дрібний конфлікт
- Крапля крові і пуд солі (1972)
- «Йшли комсомольці ...»
- Рожеве світло
- Коли мовчать товариші
- Великий сад
- Доля хлопчаки
- Світло не згасло

## Збірники робіт
- «Світло не згасло», Москва, Ізвестія, 1973